# Isorhynchus
Isorhynchus är ett släkte av skalbaggar. Isorhynchus ingår i familjen vivlar.
Kladogram enligt Catalogue of Life:
| Isorhynchus | \| \| Isorhynchus pudicus \| \| \| \| |
|             | \| \| Isorhynchus pudicus \| \| \| \| |
|             | Isorhynchus pudicus                   |
|             |                                       |